# National Audubon Society
A National Audubon Society é uma organização não-governamental de conservação da natureza, fundada em 1905 na cidade norte-americana de New York. Conhecida simplesmente por Audubon, é uma das mais antigas organizações dedicadas à temática da conservação da natureza recorrendo à ciência e ao activismo ambiental. O nome homenageia John James Audubon, um ornitólogo franco-americano que se notabilizou pela publicação da obra Birds of America entre 1827 e 1834.